# Dysstroma amaenata
Dysstroma amaenata là một loài bướm đêm trong họ Geometridae.